# 加倫湖
53°41′15″N 10°51′4″E / 53.68750°N 10.85111°E

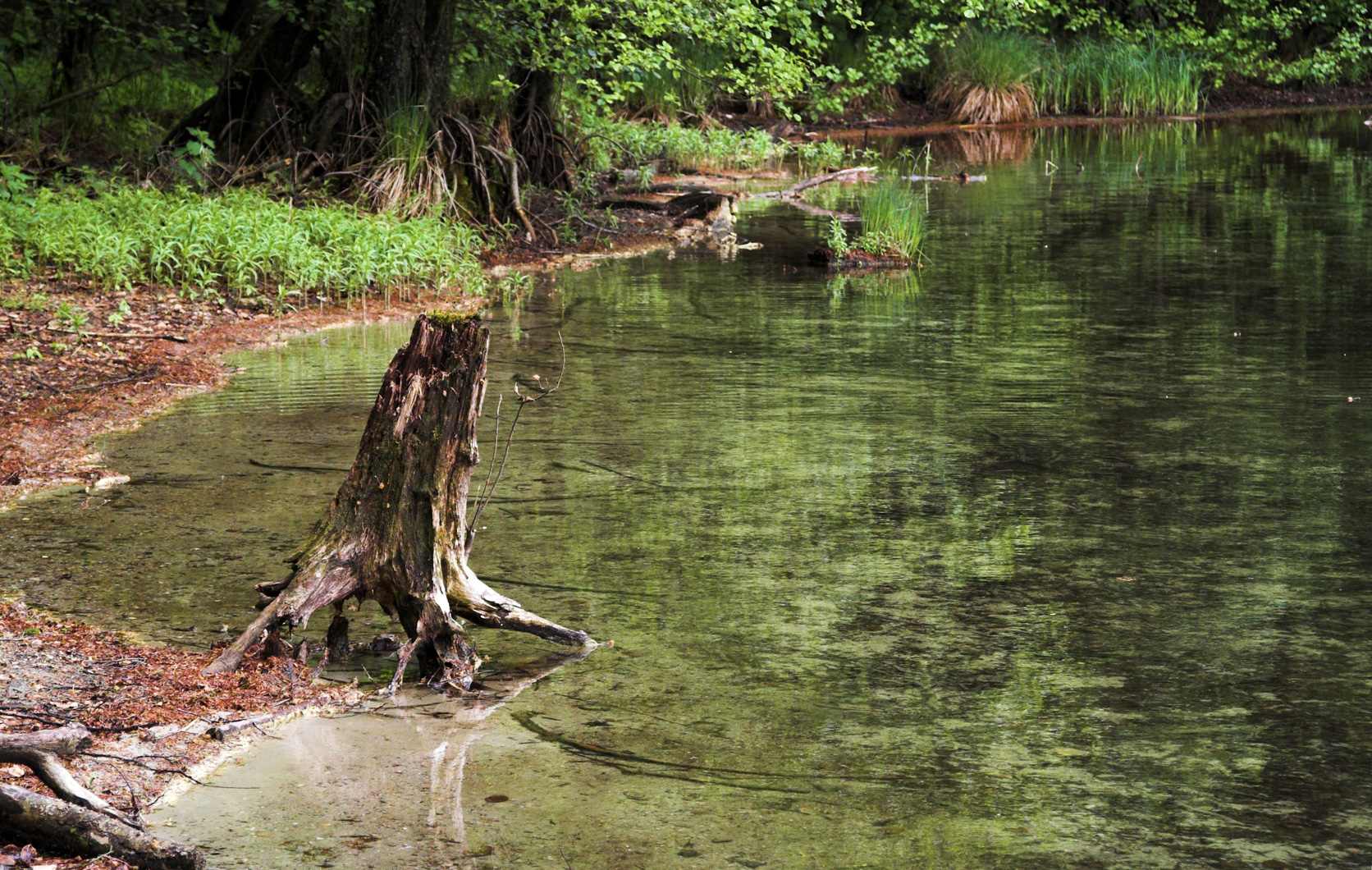

加倫湖（德語：Garrensee），是德國的湖泊，位於該國北部石勒蘇益格-荷爾斯泰因州，由勞恩堡縣負責管轄，面積0.18平方公里，海拔高度42米，平均水深10.4米，最大水深23米，水體容量189萬立方米，湖岸線長度2.4公里。